# Руссо, Гийом Шарль
Гийом-Шарль Руссо (фр. Guillaume-Charles Rousseau; 1772—1834) — французский военный деятель, бригадный генерал (1813 год), барон (18 год), участник революционных и наполеоновских войн.

## Биография
Начал военную службу 28 августа 1792 год. 23 декабря 1793 года возглавил роту 72-й полубригады линейной пехоты. Принимал участие в кампании 1799 года в рядах Дунайской и Рейнской армий. 26 июня 1799 года ранен в сражении при Альтенхайме. В 1800 году переведён в Итальянскую армию, 25 декабря 1800 года был ранен при форсировании Минчио.
31 мая 1805 года переведён в полк пеших егерей Императорской гвардии, с назначением командиром 4-й роты 1-го батальона. Участвовал в кампаниях 1805-07 годов.
В 1808 году переброшен с полком в Испанию. 5 апреля 1809 года произведён в командиры батальона, и возглавил батальон фузилёров-егерей Императорской гвардии. Участвовал в Австрийской кампании 1809 года, и 22 мая был ранен в сражении при Асперн-Эсслинге.
В 1810 году с полком вновь направлен в Испанию. 18 июня 1811 года получил тяжелое пулевое ранение у Лангуэссы, недалеко от Памплоны. 18 сентября 1811 года возглавил 6-й вольтижёрский полк. Принимал участие в Русской кампании 1812 года, Саксонской кампании 1813 года и Французской кампании 1814 года. 1 марта 1813 года получил под своё начало полк фузилёров-егерей. 21 декабря 1813 года произведён в бригадные генералы, и возглавил 2-ю бригаду 1-й пехотной дивизии Молодой гвардии. 11 января 1814 года был ранен в сражении при Эпинале. 14 марта 1814 года определён в состав 7-го армейского корпуса.
После первой Реставрации Бурбонов оставался без служебного назначения. В период «Ста дней» вновь присоединился к Императору, и 26 марта 1815 года был назначен командующим департамента Морбиан. С 1 сентября 1815 года оставался без служебного назначения.
Возвратился к активной службе после Июльской революции 1830 года, и с 24 августа 1830 года был командующим департамента Нижние Пиренеи. С 23 октября 1830 года и до самой смерти занимал пост командующего департамента Вандея.

## Воинские звания
- Старший сержант (28 августа 1792 года);
- Лейтенант (16 сентября 1792 года);
- Капитан (23 декабря 1793 года);
- Капитан гвардии (31 мая 1805 года);
- Командир батальона гвардии (5 апреля 1809 года);
- Майор гвардии (18 сентября 1811 года);
- Полковник-майор гвардии (1 марта 1813 года);
- Бригадный генерал (21 декабря 1813 года).

## Титулы
- Барон Руссо и Империи (фр. baron Rousseau et de l'Empire; декрет от 6 апреля 1813 года, патент подтверждён 19 июня 1813 года)[1].

## Награды
Легионер ордена Почётного легиона (14 июня 1804 года)
 Офицер ордена Почётного легиона (5 июня 1809 года)
 Коммандан ордена Почётного легиона (30 августа 1813 года)
 Кавалер военного ордена Святого Людовика (25 июля 1814 года)
 Кавалер ордена Железной короны